# Thttpd HTTP server
thttpd (tiny/turbo/throttling HTTP server) è un server web open source progettato per essere semplice, veloce e con una bassa occupazione di memoria. thttpd è a thread singolo e portabile: è possibile compilarlo facilmente su quasi tutti i sistemi operativi Unix-like, inclusi FreeBSD, SunOS 4, Solaris 2, BSD/OS, Linux, and OSF/1. La sua occupazione di memoria è di circa 50 kB.
Sebbene possa essere usato come un banale rimpiazzo di server con molte più caratteristiche è molto adatto per servire grossi volumi di dati statici — come ad esempio server di image hosting. La "t" iniziale di thttpd può stare per "tiny", "turbo" o "throttling".
thttpd ha una caratteristica detta "bandwidth throttling" (traducibile con "controllo della banda") che permette di limitare il bit rate con il quale vengono trasmessi alcuni tipi di files. Ad esempio l'amministratore del server può scegliere di restringere la trasmissione delle immagini JPEG al massimo di 20 kilobyte al secondo prevenendo così la saturazione della connessione lasciando il server sempre funzionante anche sotto carichi di traffico pesanti con la contropartita di un abbassamento della velocità di trasferimento. thttpd ha un bug nel trattamento dell'header X-Forwarded-For.
Siti che utilizzano thttpd sono demon.net, bluelight.com, mtv.com, Drudge report, gerfield.com e altri.
L'autore originale considera il progetto "finito" e ha smesso si accettare patch all'inizio del 2004 . Quando la distribuzione Gentoo perse il maintainer e fu progettata l'eliminazione di thttpd dai pacchetti, Anthony Basile fece un fork del progetto con il nome sthttpd. Il codice consiste in quello originale di thttpd con dozzine di patch provenienti da Gentoo oltre a una riscrittura del processo di compilazione.